# Senryū shōjo
Senryū shōjo (川柳少女, litt. « La Fille senryū ») est une série de manga comique au format quatre cases écrite et dessinée par Masakuni Igarashi. L'histoire suit la comédie romantique de Nanako Yukishiro, une jeune lycéenne s'exprimant qu'avec des senryū, et d'Eiji Busujima, un ancien délinquant intimidant mais aimable. La série est aussi connue à l'étranger sous le nom de Senryū Girl.
Elle est prépubliée dans le magazine de shōnen manga Weekly Shōnen Magazine de Kōdansha entre octobre 2016 et avril 2020, ; elle est composée au total de treize volumes tankōbon. Une adaptation en une série télévisée d'animation par le studio Connect est diffusée pour la première fois entre le 6 avril et le 22 juin 2019 au Japon,.

## Synopsis
Nanako Yukishiro est une jeune fille qui exprime ses pensées et sentiments au travers de senryū marqués sur des tanzaku. Le jour de Noël, alors qu'elle était en troisième année de collège, Nanako participe à une réunion de poètes de senryū où elle y fait la rencontre d'un ancien délinquant du même âge, nommé Eiji Busujima. Bien que ce dernier paraît intimidant, sa gentillesse la toucha énormément et celle-ci finit par l'apprécier.
Après cela, Nanako et Eiji se retrouvèrent dans le même lycée et ont rejoint ensemble le club de littérature de l'école. Avec la présidente de leur club, Amane Katagiri, et d'autres personnages, ces derniers vivent des journées agréables et réjouissantes quoique mouvementées.

## Personnages
Nanako Yukishiro (雪白 七々子, Yukishiro Nanako)
Voix japonaise : Kana Hanazawa,
Personnage au rôle-titre de la série, Nanako est une lycéenne de première année faisant partie du club de littérature du lycée Karai. Ne parlant jamais, elle ne communique qu'en senryū qu'elle marque sur des tanzaku lorsqu'elle veut s'exprimer. C'est une bishōjo quelque peu tête en l'air, gagnant secrètement de la popularité auprès des garçons. Elle est amoureuse d'Eiji, dont elle s'en approche activement. Elle mange beaucoup malgré son apparence.
Elle vit avec sa mère Chifuyu (千冬), son petit frère Hiro (ヒロ) et son père Yoshihiko (吉彦) qui l'idolâtre énormément.
Eiji Busujima (毒島 エイジ, Busujima Eiji)
Voix japonaise : Tasuku Hatanaka (ja),
Eiji est un lycéen de première année et un camarade de classe de Nanako faisant également partie du club de littérature du lycée Karai. Il vient d'un collège proche de celui de Nanako. À cause de son apparence, on lui demandait souvent de se battre au collège. Malgré son air intimidant, Eiji est un jeune homme sympathique et aimable, même s'il manque un peu de délicatesse.
Il vit avec son père Akira (アキラ), sa mère Kazue (一枝) et sa petite sœur Hanabi (ハナビ). Il prend beaucoup soin de sa petite sœur qui l'affectionne aussi en retour.
Amane Katagiri (片桐 アマネ, Katagiri Amane)
Voix japonaise : Sayuri Yahagi (ja),
Lycéenne de deuxième année, Amane est la présidente du club de littérature du lycée Karai. Elle est également une romancière de renommée sous le nom de plume Maria Kitagane (北金まりあ, Kitagane Maria). Elle adore les histoires d'amour surtout celles des autres qu'elle observe de loin avec ses lunettes de soleil.
Koto Ōtsuki (大月 琴, Ōtsuki Koto)
Voix japonaise : Rikako Aida,
Lycéenne de troisième année, Koto est une amie d'enfance d'Eiji. Elle fait figure de grande sœur pour ce dernier qui l'appelle Koto-nē (琴姉, litt. « Grande sœur Koto »). Elle fait partie du club de Modern Army Combatives (en). Tout en affichant un style glamour, elle parle et agit fréquemment de manière suggestive.
Kino Yakobe (矢工部 キノ, Yakobe Kino)
Voix japonaise : Misaki Kuno,
Lycéenne de première année, Kino est membre du club d'art. Elle n'est pas forte pour s'exprimer en public, elle dessine une image dans un carnet de croquis lorsqu'elle veut dire quelque chose. De plus, en étant enfant unique, elle voudrait avoir la présence d'une grande sœur comme Nanako.
Tao Hanakai (花買 タオ, Hanakai Tao)
Voix japonaise : Sumire Uesaka,
Lycéenne de première année, Tao travaille en tant que diseuse de bonne aventure pendant les jours de repos. Son talent en divination est plutôt bon, les gens ayant tendance à dépendre de celle-ci lorsqu'ils agissent.
Komachi Akashi (明司 五町, Akashi Komachi)
Komachi est une lycéenne de première année. Elle vient du même collège qu'Eiji dont elle entretient également une certaine sympathie pour ce dernier. Bien qu'elle soit une fille littéraire, elle se comporte comme une délinquante pour attirer l'attention d'Eiji.

## Productions et supports

### Manga
Senryū shōjo (川柳少女) est écrite et dessinée par Masakuni Igarashi,. La série est lancée dans le 47e numéro de 2016 du magazine de prépublication de shōnen manga Weekly Shōnen Magazine, le 19 octobre 2016. L'histoire est essentiellement dessinée dans un format de yonkoma manga, mais la fin de chaque chapitre est clôturée avec un dessin utilisant une grande case. Le dernier chapitre de la série est publié dans le 21e numéro de 2020, sorti le 22 avril 2020. Les chapitres sont rassemblés et édités dans le format tankōbon par Kōdansha avec le premier volume publié en avril 2017 ; la série compte au total treize volumes tankōbon,.

#### Liste des volumes
| no | Japonais           | Japonais                                                                   |
| no | Date de sortie     | ISBN                                                                       |
| --- | ------------------ | -------------------------------------------------------------------------- |
| 1 | 17 avril 2017      | 978-4-06-395885-0                                                          |
| 2 | 14 juillet 2017    | 978-4-06-510061-5                                                          |
| 3 | 17 octobre 2017    | 978-4-06-510309-8                                                          |
| 4 | 16 février 2018    | 978-4-06-510968-7                                                          |
| 5 | 16 juin 2018       | 978-4-06-511619-7                                                          |
| 6 | 14 septembre 2018  | 978-4-06-512603-5                                                          |
| 7 | 17 décembre 2018   | 978-4-06-513485-6                                                          |
| 8 | 15 mars 2019       | 978-4-06-514442-8                                                          |
| 9 | 17 juin 2019,      | 978-4-06-515310-9 (édition régulière) 978-4-06-515236-2 (édition spéciale) |
| Extra : L'édition limitée japonaise est vendue avec un petit lot de copies des dessins originaux, une illustration signée de Masakuni Igarashi et le premier Playpic, un code QR qui permet de visionner les quatre premiers épisodes de la série anime. |                    |                                                                            |
| 10 | 17 juillet 2019,   | 978-4-06-515691-9 (édition régulière) 978-4-06-515237-9 (édition spéciale) |
| Extra : L'édition limitée japonaise est vendue avec une carte postale à l'effigie de Nanako par Masakuni Igarashi et le deuxième Playpic, un code QR qui permet de visionner les quatre épisodes suivants.                                               |                    |                                                                            |
| 11 | 17 septembre 2019, | 978-4-06-516448-8 (édition régulière) 978-4-06-515238-6 (édition spéciale) |
| Extra : L'édition limitée japonaise est vendue avec un lot de cartes postales et le troisième Playpic, un code QR qui permet de visionner les quatre derniers épisodes.                                                                                  |                    |                                                                            |
| 12 | 17 février 2020    | 978-4-06-518171-3                                                          |
| 13 | 17 juin 2020       | 978-4-06-518850-7                                                          |

### Anime
Le 1er numéro de 2019 du Weekly Shōnen Magazine, publié le 5 décembre 2018, a indiqué que le prochain numéro comportera une « annonce importante » concernant, qui est sorti le 12 décembre 2018. Une adaptation en une série télévisée d'animation a été annoncée par Kōdansha en décembre 2018 avec l'ouverture d'un site officiel et d'un compte Twitter dédiés. Celle-ci est réalisée et écrite par Masato Jinbo au sein du studio d'animation Connect dont Maki Hashimoto a fourni les character designs,. Elle est diffusée pour la première fois au Japon entre le 6 avril et le 22 juin 2019 dans la case horaire Animeism sur TBS et MBS, et un peu plus tard sur BS-TBS,. La série est composée de 12 épisodes d'une quinzaine de minutes répartis dans trois coffrets Blu-ray/DVD,.
La chanson de l'opening de la série, intitulée Kotonoha no Omoi (コトノハノオモイ), est interprétée par Sonoko Inoue, tandis que celle de l'ending, intitulée Ordinary Love, est chantée par Rikako Aida,,.

#### Liste des épisodes
| No | Titre français                             | Titre japonais           | Titre japonais                  | Date de 1re diffusion |
| No | Titre français                             | Kanji                    | Rōmaji                          | Date de 1re diffusion |
| -- | ------------------------------------------ | ------------------------ | ------------------------------- | --------------------- |
| 1  | La Fille 5-7-5                             | 五七五系女子             | Gōshichigo-kei joshi            | 6 avril 2019          |
| 2  | Le Régime de Nanako                        | 七々子のダイエット       | Nanako no daietto               | 13 avril 2019         |
| 3  | Allons au parc d'attractions               | 遊園地に行こう           | Yuenchi ni ikou                 | 20 avril 2019         |
| 4  | La Fille de toile                          | キャンバス少女           | Kyanbasu shōjo                  | 27 avril 2019         |
| 5  | La Fille voyante                           | 占い少女                 | Uranai shōjo                    | 4 mai 2019            |
| 6  | La Crise d'adolescence de Nanako           | 七々子の反抗期           | Nanako no hankō-ki              | 11 mai 2019           |
| 7  | Nanako et les sept merveilles de la pluie  | 七々子と雨の七不思議     | Nanako to ame no nanafushigi    | 18 mai 2019           |
| 8  | Si Nanako portait un maillot de bain       | 七々子が水着に着替えたら | Nanako ga mizugi ni kigaetara   | 25 mai 2019           |
| 9  | Eiji et le père de Nanako                  | エイジと七々子のお父さん | Eiji to Nanako no otōsan        | 1er juin 2019         |
| 10 | Nanako, les lucioles et le test de courage | 七々子と蛍と肝試し       | Nanako to hotaru to kimodameshi | 8 juin 2019           |
| 11 | Regarder les feux d'artifice avec toi      | あなたと花火を           | Anata to hanabi o               | 15 juin 2019          |
| 12 | Nanako et Eiji                             | 七々子とエイジ           | Nanako to Eiji                  | 22 juin 2019          |

## Accueil
En août 2018, la série est classée 16e dans la « catégorie Comics » d'après les votes pour la quatrième édition du « Grand prix Tsugini kuru manga » (次にくるマンガ大賞, Tsugini kuru manga taishō), organisé par le magazine Da Vinci de Media Factory et le site web Niconico.
Le tirage total de la série a dépassé les 600 000 exemplaires en février 2019.

### Annotations
1. ↑  La série est programmée pour la nuit du 5 avril 2019 à 1 h 55, soit le 6 avril à 1 h 55 JST.

### Sources
1. 1 2  (en) Mikikazu Komatsu, « Short Poetry-themed Manga Senryu Shoujo Gets TV Anime in Spring 2019 : Masato Jinbo (Restaurant to Another World) serves as director at CONNECT », sur Crunchyroll, 6 décembre 2018 (consulté le 6 décembre 2018)
2. 1 2 3  (ja) « すべてを五・七・五で表現する「川柳少女」アニメ化、PVに引き続き声は花澤香菜 », sur natalie.mu,‎ 6 décembre 2018 (consulté le 6 décembre 2018)
3. 1 2  (en) Rafael Antonio Pineda, « Senryū Shōjo Manga Has Important Announcement on December 12 », sur Anime News Network, 5 décembre 2018 (consulté le 6 décembre 2018)
4. 1 2  (ja) « 櫻井孝宏＆安元洋貴の「DAYS」対談がマガジンで、新連載「川柳少女」開幕 », sur natalie.mu,‎ 19 octobre 2016 (consulté le 6 décembre 2018)
5. 1 2  (ja) « 「川柳少女」が週マガで完結、五十嵐正邦と七々子役・花澤香菜の記念対談も掲載 », sur natalie.mu,‎ 22 avril 2020 (consulté le 22 avril 2020)
6. 1 2  (ja) Natasha Inc, « 五・七・五で紡ぐ純愛ラブコメ「川柳少女」最終13巻、最終巻以外を限定無料公開 », sur natalie.mu,‎ 17 juin 2020 (consulté le 17 juin 2020)
7. 1 2  (en) Crystalyn Hodgkins, « Senryū Shōjo Anime's 2nd Promo Video Reveals Opening Theme Artist, April 5 Premiere : Series of shorts to air in "Animeism" programming block alongside Ao-chan Can't Study! », sur Anime News Network, 22 février 2019 (consulté le 22 février 2019)
8. 1 2  (ja) « On air », sur Site officiel (consulté le 10 janvier 2019)
9. 1 2 3 4 5 6 7  (ja) « Staff/Cast », sur Site officiel (consulté le 10 janvier 2019)
10. ↑  (ja) « NEWS : 雪白七々子のキャラクタービジュアル＆キャスト発表！ », sur Site officiel,‎ 6 décembre 2018 (consulté le 6 décembre 2018)
11. ↑  (ja) « NEWS : 毒島エイジのキャラクタービジュアル＆キャスト発表！ », sur Site officiel,‎ 24 décembre 2018 (consulté le 24 décembre 2018)
12. 1 2 3 4  (ja) « アニメ「川柳少女」追加キャストに矢作紗友里、逢田梨香子、久野美咲、上坂すみれ », sur natalie.mu,‎ 10 janvier 2019 (consulté le 10 janvier 2019)
13. ↑  (ja) Shirako Shiroko, « 『川柳少女』川柳でしか喋らない美少女の青春恋愛物語にニヤニヤが止まらない！「マガジン」期待のラブコメ », sur otapol.jp,‎ 5 mai 2017 (consulté le 7 décembre 2018)
14. ↑  (ja) « 日常を五・七・五にのせて », sur dokushojin.com,‎ 29 novembre 2017 (consulté le 7 décembre 2018)
15. ↑  (ja) « 五・七・五ですべての思いを伝える「川柳少女」、1巻カバーの投票受付中 », sur natalie.mu,‎ 12 juillet 2018 (consulté le 6 décembre 2018)
16. ↑  (en) Rafael Antonio Pineda, « Senryū Girl Manga Ends With 13th Volume in June : Manga launched in October 2016, inspired spring 2019 TV anime », sur Anime News Network, 17 février 2020 (consulté le 17 février 2020)
17. 1 2 3 4  (ja) « 五十嵐正邦「川柳少女」単行本にTVアニメ本編映像付き特装版、3冊連続で刊行 », sur natalie.mu,‎ 15 mars 2019 (consulté le 16 mars 2019)
18. ↑  (en) Rafael Antonio Pineda, « Senryū Shōjo Manga Gets Spring 2019 TV Anime With Kana Hanazawa : Masato Jinbo, CONNECT adapt Masakuni Igarashi manga about girl who can only speak in senryū poems », sur Anime News Network, 5 décembre 2018 (consulté le 6 décembre 2018)
19. ↑  (ja) « 「川柳少女」PV第2弾に井上苑子のOP、花澤香菜＆畠中祐が登壇の上映会も », sur natalie.mu,‎ 22 février 2019 (consulté le 22 février 2019)
20. ↑  (ja) « 井上苑子、アニメ「川柳少女」オープニングテーマ担当 », sur natalie.mu,‎ 22 février 2019 (consulté le 22 février 2019)
21. ↑  (ja) « 「川柳少女」EDテーマはソロデビュー決定の逢田梨香子が歌唱、楽曲聴けるPV公開 », sur natalie.mu,‎ 14 mars 2019 (consulté le 15 mars 2019)
22. ↑  (ja) « Music », sur Site officiel (consulté le 22 février 2019)
23. ↑  (ja) « 次にくるマンガ大賞「錦田警部はどろぼうがお好き」3位で青山剛昌がエール、新装版も発売決定 », sur natalie.mu,‎ 23 août 2018 (consulté le 6 décembre 2018)
24. ↑  (en) Jennifer Sherman, Karen Ressler et Crystalyn Hodgkins, « Roundup of Newly Revealed Print Counts for Manga, Light Novel Series - February 2019 : Konosuba, Shield Hero, Tanya, Seraph of the End, Demon Slayer, ReLIFE, Takagi-san, Domestic Girlfriend, more », sur Anime News Network, 3 mars 2019 (consulté le 4 mars 2019)

### Œuvres
Édition japonaise
1. 1 2  (ja) « 川柳少女（１） », sur Kōdansha (consulté le 6 décembre 2018)
2. 1 2  (ja) « 川柳少女（２） », sur Kōdansha (consulté le 6 décembre 2018)
3. 1 2  (ja) « 川柳少女（３） », sur Kōdansha (consulté le 6 décembre 2018)
4. 1 2  (ja) « 川柳少女（４） », sur Kōdansha (consulté le 6 décembre 2018)
5. 1 2  (ja) « 川柳少女（５） », sur Kōdansha (consulté le 6 décembre 2018)
6. 1 2  (ja) « 川柳少女（６） », sur Kōdansha (consulté le 6 décembre 2018)
7. 1 2  (ja) « 川柳少女（７） », sur Kōdansha (consulté le 6 décembre 2018)
8. 1 2  (ja) « 川柳少女（８） », sur Kōdansha (consulté le 15 mars 2019)
9. 1 2  (ja) « 川柳少女（９） », sur Kōdansha (consulté le 17 juin 2019)
10. 1 2  (ja) « ＴＶアニメ本編映像付き　川柳少女（９）特装版 », sur Kōdansha (consulté le 17 juin 2019)
11. 1 2  (ja) « 川柳少女（１０） », sur Kōdansha (consulté le 18 octobre 2019)
12. 1 2  (ja) « ＴＶアニメ本編映像付き　川柳少女（１０）特装版 », sur Kōdansha (consulté le 18 octobre 2019)
13. 1 2  (ja) « 川柳少女（１１） », sur Kōdansha (consulté le 18 octobre 2019)
14. 1 2  (ja) « ＴＶアニメ本編映像付き　川柳少女（１１）特装版 », sur Kōdansha (consulté le 18 octobre 2019)
15. 1 2  (ja) « 川柳少女（１２） », sur Kōdansha (consulté le 17 février 2020)
16. 1 2  (ja) « 川柳少女（１３） », sur Kōdansha (consulté le 17 février 2020)